# Arezzo
Arezzo és una ciutat de la Toscana, capital de la província d'Arezzo, que antigament es deia Arrècium, i era a Etrúria. Està situada a 296 m sobre el nivell del mar i té una superfície de 386 km2. El 2005 la ciutat tenia 96.262 habitants i una densitat de 250 habitants per km2. Els habitants es diuen aretins.
Enclavada a la part alta de la vall de l'Arnus (Arno) a uns set quilòmetres del riu. Antigament la Via Càssia, que passava per Florència i Lucca, la unia amb Roma, i el territori incloïa la vall alta de l'Arno, una part de la vall del Tiber, i la vall del Clanis, segons l'Itinerari d'Antoní i la Taula de Peutinger.

## Història antiga
Arretium va ser fundada pels umbres, després s'hi van establir els etruscs i era una lucumònia, és a dir, una residència reial i una de les dotze ciutats de la confederació etrusca, segurament la més important de les dotze. A uns trenta quilòmetres hi havia Tifernum Tibierinum. Estrabó la situa al peu dels Apenins, i diu que era la ciutat més interior d'Etrúria, a 1.200 estadis de Roma, una distància més llarga que la que hi ha en realitat. En temps del rei Tarquini Prisc de Roma, les ciutats etrusques d'Arretium, Clúsium, Volaterrae, Rusel·les i Vetulonia, es van unir als llatins i als sabins contra Roma, segons diu Dionís d'Halicarnàs, però després la ciutat desapareix de la història durant dos segles.
L'any 309 aC onze de les dotze ciutats etrusques es van aliar contra Roma, per Arretium va quedar fora de l'aliança. Sembla que es va veure obligada a tornar a la federació però l'any següent, el 308 aC, va signar una pau de trenta anys amb Roma, segons Titus Livi. El 294 aC van entrar un altre cop a l'aliança etrusca contra Roma però van haver de demanar la pau i signar una treva per quaranta anys a canvi d'una grossa pena pecuniària. Titus Livi diu que en aquella època era la ciutat més important dels etruscos (capita Etruriae populorum), però sembla que hi van haver algunes discòrdies civils que almenys en una ocasió van acabar en una guerra oberta. No se sap quan van passar a ser súbdits o dependents de Roma, però devia ser per un acord pacífic, ja que no es recull cap derrota de la ciutat als annals romans.
L'any 238 aC els gals sènons la van assetjar i un exèrcit romà que els anava a ajudar va ser derrotat a la rodalia, però la ciutat va resistir als gals. A la Segona Guerra Púnica era una base militar dels romans, i al final de la guerra hi va haver sospites sobre la fidelitat de la ciutat, però el cònsol Marc Claudi Marcel va prevenir qualsevol intent de revolta. El 205 aC la ciutat va donar armament i equip a Publi Corneli Escipió Africà Major per a la seva campanya a l'Àfrica. L'any 198 aC es va construir la via fins a Bonònia sobre una precària via preexistent.
A la guerra social la ciutat es va decantar per Caius Marius, i Sul·la en va prendre represàlies. Va prendre als seus habitants el dret de ciutadania romana i els va confiscar les terres, però no els va deportar. Més tard molts habitants es van sumar a la conjuració de Catilina, segons diu Ciceró.
Juli Cèsar, després de creuar el Rubicó va ocupar Arretium. En temps d'August s'hi va establir una colònia que segons Plini el Vell s'anomenava Arretium Julium. En aquest temps, diu Plini, els ciutadans es dividien en tres grups, els Aretini Veteres, possiblement els descendents dels primers pobladors etruscos; els Aretini Fidentes, potser colons del temps de Sul·la; i els Aretini Julienses, els que van colonitzar-la en temps d'August. De fet, no es creu que fossin tres poblacions diferents, sinó una de sola, encara que l'antiga ciutat etrusca potser estava situada a uns dos quilòmetres de la colònia fundada per August. Les úniques ruïnes de l'era romana visibles a la ciutat moderna són algunes petites porcions d'un amfiteatre.
La ciutat va decaure principalment per la crisi de la indústria dels objectes de terrissa, que n'era l'activitat principal, i per les noves vies de comunicació que van afavorir Florència. Al segle iii ja era seu d'un bisbe i s'esmenten els primers màrtirs: sant Lorentinus, sant Pergentinus i sant Donat, que va ser el segon bisbe de la ciutat, assassinat el 7 d'agost de l'any 304.
A Arretium s'hi han trobat una quimera de bronze, la Quimera d'Arezzo, i unes estàtues de Minerva i Aratore, també de bronze, exemples d'art etrusc. També s'hi ha trobat molta ceràmica, una forma peculiar de ceràmica vermella d'aspecte brillant amb ornaments en relleu, molt diferent dels gerros pintats freqüents al sud d'Etrúria. Les inscripcions romanes confirmen l'afirmació de Plini, que parla d'Arretium com un lloc encara famós en el seu temps per la ceràmica. Tant Vitruvi com Plini el Vell mencionen les muralles d'Arretium; pel que sembla, les de l'antiga ciutat etrusca, fetes amb maó, eren una construcció excel·lent. No se'n conserven restes.
Es creu que Mecenàs havia nascut a Arretium. No n'hi ha cap prova, però se sap que la família dels Cilnii, a la qual pertanyia, va ser la més poderosa de la noblesa arretina, segons Titus Livi. Tot el territori era molt fèrtil, produïa blat de la millor qualitat i tenia vinyes molt estimades.
Envaïda per gots, llombards i francs, va patir poc d'aquestes invasions i encara en va rebre privilegis. Els bisbes van obtenir la senyoria de la ciutat. L'any 1098 es van instituir els consols. Al segle xii Arezzo tenia uns vint mil habitants i es dividia en quatre barris (Porta Crucifera, Porta de Sant Andrea, Porta del Forum i Porta del Borgo) i cap a l'any 1200 van sorgir els gremis i fraternitats i es van construir edificis notables com la catedral, l'església de la Pieve de Santa Maria, Sant Domenico, Sant Francesc, el palau del consell i alguns altres. Al mateix temps es van iniciar les lluites contra les veïnes Siena i Florència, que el 1288 es van aliar i van assetjar Arezzo sense èxit. Però l'any següent els florentins aliats als güelfs toscans van derrotar les forces arretines a la batalla de Campaldino, on va morir el bisbe Guglielmino Ubertini. El poder va passar a la família Tarlati, de la qual destaca Guido Tarlati, bisbe el 1312, que es va aliar a Forlì, governada pels Ordelaffi. El bisbe Guido Tarlati va morir i les lluites civils van debilitar la ciutat, i finalment Florència la va poder comprar per quaranta mil florins el 1384 a la companyia di Ventura d'Enguerrand de Coucy.
La ciutat no es va resignar fàcilment a aquest domini, que va continuar després amb els ducs de la Toscana. Al segle xvi la ciutat es va tornar a empobrir després d'un període de recuperació dificultat per l'existència de grans latifundis. També hi va haver algun terratrèmol. Després del domini francès a l'època napoleònica, el 1815 va ser restaurada la dinastia Habsburg-Lorena, fins que l'any 1860 tota la Toscana va passar a Itàlia.

## Personatges il·lustres
- Guido d'Arezzo, músic de l'època medieval.
- Margaritone d'Arezzo, pintor, floruit circa 1250-1290.
- Spinello Aretino, pintor (c. 1350 – c. 1410)
- Francesco Petrarca, poeta, escriptor i humanista del Renaixement, i autor del famós Cançoner.
- Leonardo Bruni (1370 - 1444), humanista, historiador i polític.
- Francesco Accolti l'aretí (1416- 1488) advocat i jurista.
- Pietro Aretino (1492 - 1556) poeta, escriptor i dramaturg.
- Giorgio Vasari (1511 - 1574), arquitecte, pintor i escriptor.
- Andrea Cesalpino (1524 - 1603), metge, filòsof i botànic.
- Paolo Aretino (1544 - 1584) compositor del Renaixement.
- Paolo Mandini (1757 - 1842) cantant d'òpera (tenor).